# شاه‌گیش بزرگ
شاه‌گیش بزرگ (نام علمی: Caranx ignobilis) نام یک گونه از سرده شاه‌گیش است.